# 寒族
寒族，本意是出身低微的人。寒微、贫贱的家族，与地位显贵的望族相对称。
一方面是阶级区分的等级形式，所有被压迫阶级都称为庶族、寒人；另一方面又是统治阶级内部阶层区分，魏晋南北朝时期与“士族”相对而言。亦称寒门、寒人、孤寒、素族、庶族，有士族庶族之别。庶，本指平民百姓，这时是指不享有政治及经济特权的普通地主。其中包括官僚地主、商人地主、地方豪强。晋朝时，寒族不能担任高官，只能担任中下级官员。从南朝开始，寒族掌握机要，官位不高，但握有实权，成为皇帝的亲信。刘宋时，高官中三分之一为寒族出身。北周“擢贤良”，寒族政治地位进一步上升。隋唐时，开始推行科举制，成为寒族入仕的重要途径。唐高宗时，修订《姓氏录》，规定“兵卒以军功致五品者，尽入书限”，五品以上庶族官员可以自动升为高门。唐代宰相一半左右都是寒门出身。寒门又为北极之门，也是对本家族的谦称。庶族又为指王族中较疏远者。